# Kecamatan Abung Selatan
Kecamatan Abung Selatan (indonesiska: Abung Selatan) är ett distrikt i Indonesien.   Det ligger i provinsen Lampung, i den västra delen av landet, 250 km nordväst om huvudstaden Jakarta.